# ديمبسي جي. بارون
ديمبسي جي. بارون هو سياسي أمريكي، ولد في 5 مارس 1922 في أندالوسيا في الولايات المتحدة، وتوفي في 7 يوليو 2001 في تالاهاسي في الولايات المتحدة. نشط حزبياً في الحزب الديمقراطي. وقد انتخب عضو مجلس ولاية فلوريدا ‏.